# Bukowina-Osiedle
Bukowina-Osiedle is een plaats in het Poolse district Nowotarski, woiwodschap Klein-Polen. De plaats maakt deel uit van de gemeente Raba Wyżna en telt 210 inwoners.